# 통보함

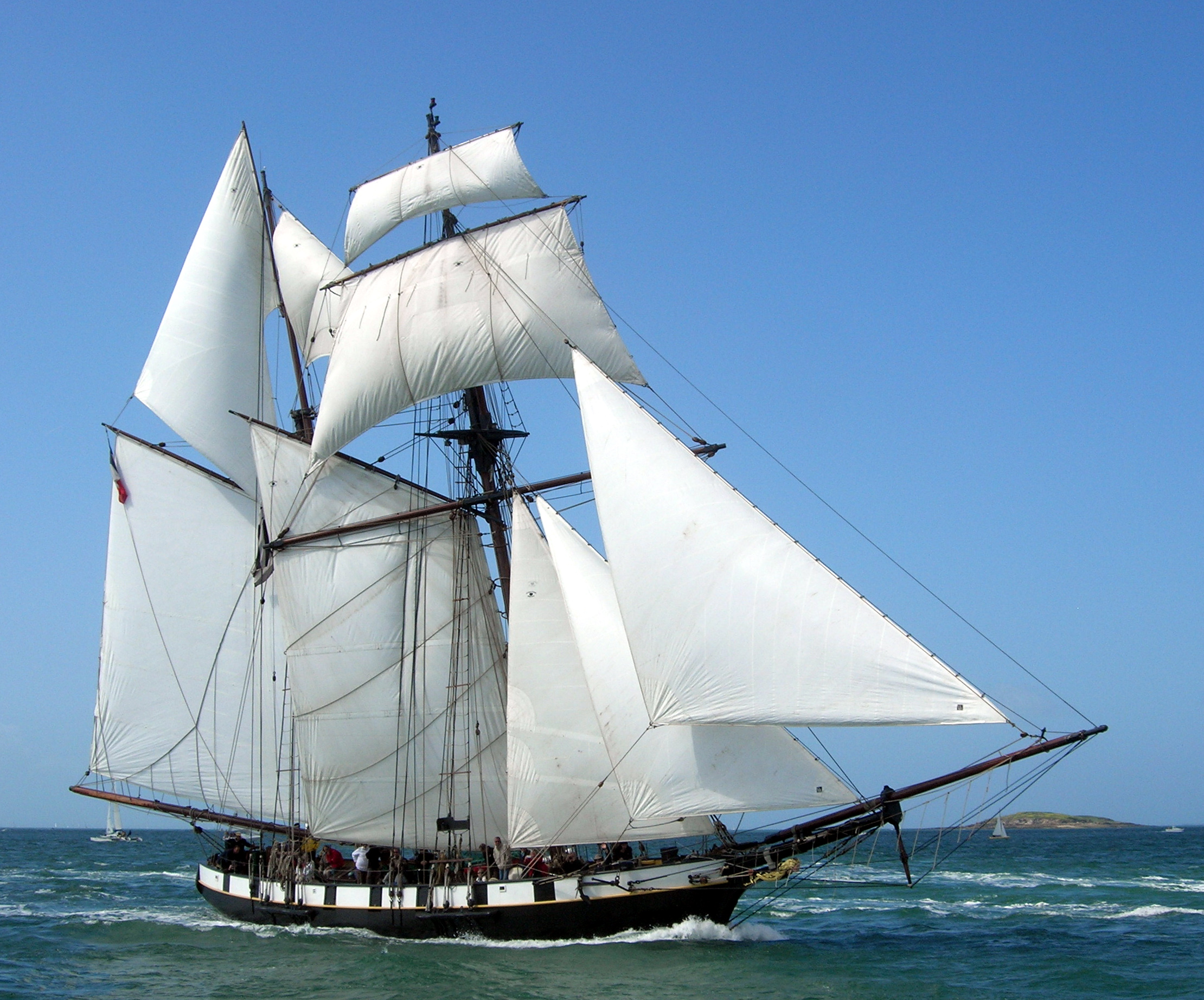

통보함(프랑스어: Aviso)은 정보 전달을 주목적으로 하는 소형 군함이다.

## 개요
통보함의 전형적인 임무는 다음 두 가지이다. 함대 통보함은 함대에 적 함대의 정보를 함대와 통신하며 초계 임무를 수행한다. 식민지 통보함은 본국에서 해외 영토, 식민지에 해로를 지키고, 현지에서의 권익과 치안을 보호하기 위한 활동을 한다.
이러한 통보함 크기별 능력은 어뢰 포함이나 코르벳, 슬루프형 포함과 동등한 것이 많았기 때문에, 통보함이라는 별도의 함종을 마련하지 않고, 이러한 함에 통보함 임무를 담당하게 한 경우가 많았다.
정보 전달 수단이 발달하지 않았던 시대에는 통보함의 주류는 함대 통보함이었다. 러일 전쟁 쓰시마 해전에서 가장순양함 시나노마루의 임무는 함대 통보함의 전형적인 것이었며, 발틱 함대를 발견하고 제1보로 “적함이 발견”을 타전했다. 그러나 20세기 초부터 무선 기술이 발달함에 따라 전령 임무에 전임 함정을 충당할 필요성이 줄었다. 초계 임무는 함대의 전위인 구축함이 맡게 되었고, 이에 따라 함대 통보함이라는 함종은 소멸하게 되었다.
한편, 식민지 통보함은 대영 제국, 프랑스 제국, 포르투갈 제국 등의 임무의 요청에 따라 존속하게 되었다. 영국 해군은 슬루프형 포함이 그 역할을 담당하고 있었지만, 프랑스 해군은 ‘통보함’(Aviso), 포르투갈 해군은 ‘식민지 통보함’(Avisos coloniais)으로 갖추고 있었다.
1950년대 냉전 구조의 성립과 해외 영토의 축소를 배경으로 프랑스 해군은 통보함에 호위 구축함 임무를 겸임시킨 ‘호위 통보함’(Aviso-escorteur)의 정비를 계획했다. 이에 따라 배치된 것이 꼬망당 리비에르급 프리깃이며, 또한 포르투갈 해군도 준동형함인 조아오 벨로급 프리깃을 배치했다. 따라서 순수한 통보함 계보는 일단 단절되었다.
그러나 1960년대 후반 포르투갈 해군의 ‘호제리오 돌리베이라’라는 설계사에 의해 설계된 조아오 꼬띠뇨급 코르벳은 통보함을 원점으로 되돌린 것으로 개발되었다. 이것은 포르투갈 식민지 전쟁을 배경으로 남대서양, 인도양 해역에서 한정 전쟁, 저강도 분쟁에 투입할 수 있는 저비용 2선급 전투함으로 개발된 것이다. 1,500톤 미만의 소형 함체에 최소한의 포공 병기와 대잠 무기, 탐지 시스템을 갖추고 있지만, 어뢰발사관과 대함미사일, 개함 방공미사일, C4I 시스템 등 강력하지만 손이 가는 신형 장비는 탑재되지 않았다.
꼬띠뇨급의 컨셉은 성공한 것으로 간주하고 포르투갈 해군은 이어 발전형인 바티스타 드 앤드라드급 코르벳의 정비에 들어갔고, 또한 스페인도 데스쿠비에르타급 코르벳을 개발했다. 또한 프랑스도 비슷한 개념의  데스티엔느 도흐브급 통보함을 개발해 배치했다. 또한 이러한 개념은 제3세계 국가에서 지지를 받아, 데스쿠비에르타급은 이집트와 모로코, 데스티엔느 도흐브급은 아르헨티나와 터키에 수출되었고, 또한 아르헨티나는 독일제 MEKO 140형 프리깃을 에스포라급 코르벳으로 배치했다.